# استرود، کنت
longitudeاسترود، کنتlatitudeاسترود، کنت
استرود، کنت (به انگلیسی: Strood) یک شهرک در بریتانیا است که در انگلستان واقع شده‌است.

## خصوصیات
استرود ۳۳٬۱۸۲ نفر جمعیت دارد.